# ウィキペディアの検閲

検閲バーが入ったトルコ語版のウィキペディアのロゴ

As of August 2024のウィキペディア検閲状況
現在ウィキペディアをブロックしている国
過去にウィキペディアをブロックしたことのある国
ウィキペディアの一部のコンテンツが政府によって検閲されていた国
ブロックが行われていない国

ウィキペディアの検閲（ウィキペディアのけんえつ）では、各国におけるウィキペディアの検閲について記載する。数々の政府による検閲・アクセス封鎖が行われてきた。2022年5月現在、中華人民共和国およびミャンマーではウィキペディアへのアクセスが政府によって封鎖されている。
これは、ウィキペディアのコンテンツを含む一般的なネット検閲の例である。その他の政府は、不快と見なされる特定のコンテンツの表示を防止するための対策を講じている。なお、ウィキペディアへのアクセス封鎖の長さは、数時間、数日から数年までとさまざまである。ウィキペディアがHTTPプロトコルで運営されていたときは、政府は特定の記事へのアクセスを封鎖することが可能であった。しかし、2011年にウィキペディアはHTTPS上での運営を開始し、2015年に完全にHTTPSへ移行した。それ以来、ウィキペディアに対する唯一の検閲方法は、特定の言語でサイト全体へのアクセスを封鎖することとなった。その結果、一部の国では制限が解除され、中国などの一部の国では制限がウィキペディア全体に拡大された。その結果、ウィキペディアは2019年4月23日以降中国で、2021年2月21日以降ミャンマーで完全にアクセスを封鎖されている。

## オーストラリア
2018年、ビクトリア州裁判所のピーター・キッド判事は、オーストラリアのジョージ・ペルの裁判で、すべての証拠と評決について非公開命令を出した。命令は、「オーストラリアのすべての州および準州」および「オーストラリア内でアクセス可能な任意のWebサイトまたはその他の電子形式または放送形式」に適用された。これには、ウィキペディアも明確に含まれていた。

## 中華人民共和国
中華人民共和国内でのウィキペディアへのアクセスは、中国語版が他のウィキペディアページよりも厳しく管理されており、その制限は長年にわたって変化している。 2019年4月の時点で、ウィキペディア全言語版がグレート・ファイアウォールによって中国本土においてブロックがされている。
中国語版ウィキペディアは2001年5月に12のほかのウィキペディアと共に設立された。ウィキペディアは2004年の初めに中国の国営メディアで肯定的な報道を受けたが、 天安門事件の15周年を前に、2004年6月3日にアクセス制限が実施された。サイトを復元するための自己検閲を実施する提案は、中国のウィキペディアのコミュニティによって拒否された。しかし、毛沢東や台湾などのトピックに関する中国語と英語のウィキペディアのコンテンツを比較したインターナショナル・ヘラルド・トリビューンの記事では、中国語版ウィキペディアの記事は政治的論争の「骨抜きにされ、消毒された」と結論付けた。2004年6月22日、ウィキペディアへのアクセスは理由不明で復元された。その後、ウィキペディアは9月に不明な理由で再びアクセス封鎖されたが、4日後に再び復元された。ウィキペディアは2005年10月に中国で再びアクセス封鎖され、ウィキペディアのユーザーであるShiZhaoとCuiWeiは、ウィキペディアのブロックを解除するよう説得するために、技術者や当局に手紙を送った。手紙の一部には、「ウィキペディアのアクセス封鎖、中国の声を世界に提示する機会が失われ、邪悪なカルト、台湾独立軍などが...中国に対する歪んだイメージを発信することが許可されてしまう」とあった。
2006年10月、ニューヨーク・タイムズは、中国での英語版ウィキペディアへのアクセスが解放されたが、中国版ウィキペディアは封鎖されたままであると報道した。しかし、ニューメディア研究者のアンドリュー・リーは、天安門事件に関する英語の記事を読むことができなかったとブログに書いている。リーは、「中国のグレート・ファイアウォールを一枚板に運用しているわけではない」と述べ、中国のさまざまな場所にあるさまざまなインターネットサービスプロバイダ（北京のチャイナネットコム、上海のチャイナテレコム、安徽省のさまざまなプロバイダ）のユーザーには、中国のWikipediaは安徽内でのみブロックされた。国境なき記者団は、ウィキペディアの管理者たちが自己検閲をしていないことを称賛した。
2006年11月10日、アンドリュー・リーは、中国語版ウィキペディアが完全にブロック解除されたと報告した。リーは数日後に完全なブロック解除を確認し、中国語版ウィキペディアでの新規アカウント作成率に基づいた効果の部分的な分析を提供した。ブロックを解除する前は、毎日300〜400の新しいアカウントが作成されていたが、ブロックが解除されてから4日間で新規登録の割合は3倍以上、つまり1日あたり1,200人以上になり、英語版に次いで2番目に急成長しているウィキペディアになった。同様に、11月6日の週には、前の週よりも75％多くの記事が作成された。中国語版ウィキペディアが記事数100,000を突破したのと同じ週末に、リーは、すぐに記事数200,000の突破が来ると予測したが、中国語版ウィキペディアの既存のユーザーは、新しいユーザーに基本的なウィキペディアの方針や規範を教えることで忙しかった。
2006年11月16日、ロイター通信は中国語版ウィキペディアのメインページは表示できるが、「6月4日の1989年の抗議」などのタブーな政治的主題に関するページは表示できないと報告した。 しかし、その後の報告では、中国語版と英語版の両方へのアクセスが翌日の11月17日に再び封鎖されたことが示唆された。2007年6月15日、英語版ウィキペディアの非政治的な記事へのアクセスが回復した。  しかし、2007年9月6日、IDG Newsは、英語版ウィキペディアが再びアクセス封鎖されたと報道した。2008年4月2日、 ザ・レジスターは、英語版および中国語版ウィキペディアへのアクセスの封鎖が再び解除されたと報道した。 これはBBCによって確認され、 2008年の夏季オリンピックと国際オリンピック委員会による大会中の報道の自由の要請について報告するために北京に到着した外国人ジャーナリストの文脈の中で行われた。2008年9月、ジミー・ウェールズは、中国国家評議会情報局の副所長である蔡名照と会談した。合意はされていないが、ウェールズはウィキペディアのコミュニティと中国政府の間でコミュニケーションのチャネルが開かれたと信じていた。
2011年にAmerican Economic Reviewによって発表されたレポートによると、中国語版ウィキペディアがアクセス封鎖されると、ユーザーのグループサイズが減少しただけでなく、アクセスを封鎖されていないユーザーの貢献度も平均で42.8％減少した。
2012年には、政治記事を除いて、中国語と英語の両方のウィキペディアが中国でアクセス可能となった。中国のユーザーが「機密性の高い」記事にアクセスまたは検索しようとすると、そのユーザーは数分から最大1時間の間ウィキペディアへのアクセスを制限されていた。
中国当局は、2013年5月31日に、WikipediaのHTTPSバージョンへのアクセス封鎖を開始した。HTTPバージョンは引き続き利用可能であったが、キーワードフィルタリングに対して脆弱であり、個々の記事を選択的にアクセス封鎖することが可能であった。 GreatFireは、ウィキペディアとユーザーに、ウィキペディアが所有する他のIPアドレスにHTTPSでアクセスしてアクセスの封鎖を回避するように促した。 2013年、ジミー・ウェールズがウィキペディアは「5秒」の検閲を容認しないと述べた後、復旦大学のインターネット研究者であるシェン・イーは、「ウィキペディアは中国政府に対して厳しいが、アメリカ政府やヨーロッパ司法システムによる記事の改編や削除に対してはそれほど厳しくはないかもしれない」と述べた。
GreatFireは、暗号化された中国語版ウィキペディアと暗号化されていない中国語版ウィキペディアの両方が2015年5月19日にアクセスが封鎖されたとしている。 
2015年6月以降、すべてのWikipediaはHTTPリクエストをHTTPSアドレスにリダイレクトするようになったため、すべてのユーザーに暗号化が必須になり、中国ではサイトにアクセスすることができなくなる。その結果、中国の検閲官は、個人が閲覧している特定のページを確認できないため、過去数年間のように、ページの特定のサブセットをアクセスを封鎖することが困難となった。
ジミー・ウェールズは、2015年12月2日にクアラルンプールで開催されるLeadership Energy Summit Asia 2015で、2週間以内にサイトのロックを解除するよう中国政府に働きかけるために中国を訪問すると述べた。しかし、中国政府は、12月4日に、ウィキペディア全言語版へのアクセスを再び封鎖した。多くの中国のインターネットユーザーがSNSなどに対するアクセス封鎖について不満を述べたが、そのほとんどは短期間で削除された。 しかし、12月6日に再び中国内で、中国語以外のウィキペディアにアクセスすることが可能となった。
ジミー・ウェールズは、2015年12月17日、浙江省烏鎮で開催された世界インターネット会議で、中国サイバースペース管理局長のル・ウェイと会った。ウェールズは、彼らが出会ったのはこれが初めてであり、特定の問題についてのコンセンサスはなかったが、会議の目的は二人が「会い、お互いを知る」ことであったと述べた。ウェールズはウィキペディアとウィキメディアが世界でどのように機能しているかをウェイに語り、ウェイと中国のサイバースペース管理局と将来に定期的に会うことへの希望を表明した。記者が中国でのウィキペディアの安定した運営を維持するために、情報を隠すように命じたかどうか尋ねると、彼は「決して」と答えた。だが、ウェールズ自身の言葉は検閲されていた。彼は、機械翻訳の改善により、将来にパネルディスカッション中に当局が情報の流れを制御することが「もはや不可能」になる可能性があると述べたが、中国語の翻訳では、彼の声明が、機械翻訳の改善は政府がオンラインでの通信をよりよく分析するのに役立つだろうというふうに変わっていた。
2019年4月23日、ウィキペディアの全版が再び中国でアクセス封鎖された。
2020年9月23日、世界知的所有権機関としてのWikimediaに関する申請は、中国の代表者が「一つの中国に違反する大量のコンテンツと情報を発見した」と主張し、中国政府によって拒否された。中国側は、ウィキメディアと提携しているウェブページで、台湾のウィキメディアが「政治活動を行っている ...これによって州の主権と領土保全が損なわれる可能性がある」と主張した。
2020年10月24日、浙江省舟山市の地元警察は、「ウィキペディアを不法に訪問した」として中国市民を罰した。
2021年10月5日、中国政府はウィキメディア財団による世界知的所有権機関の要請を再び拒否した。

## フランス

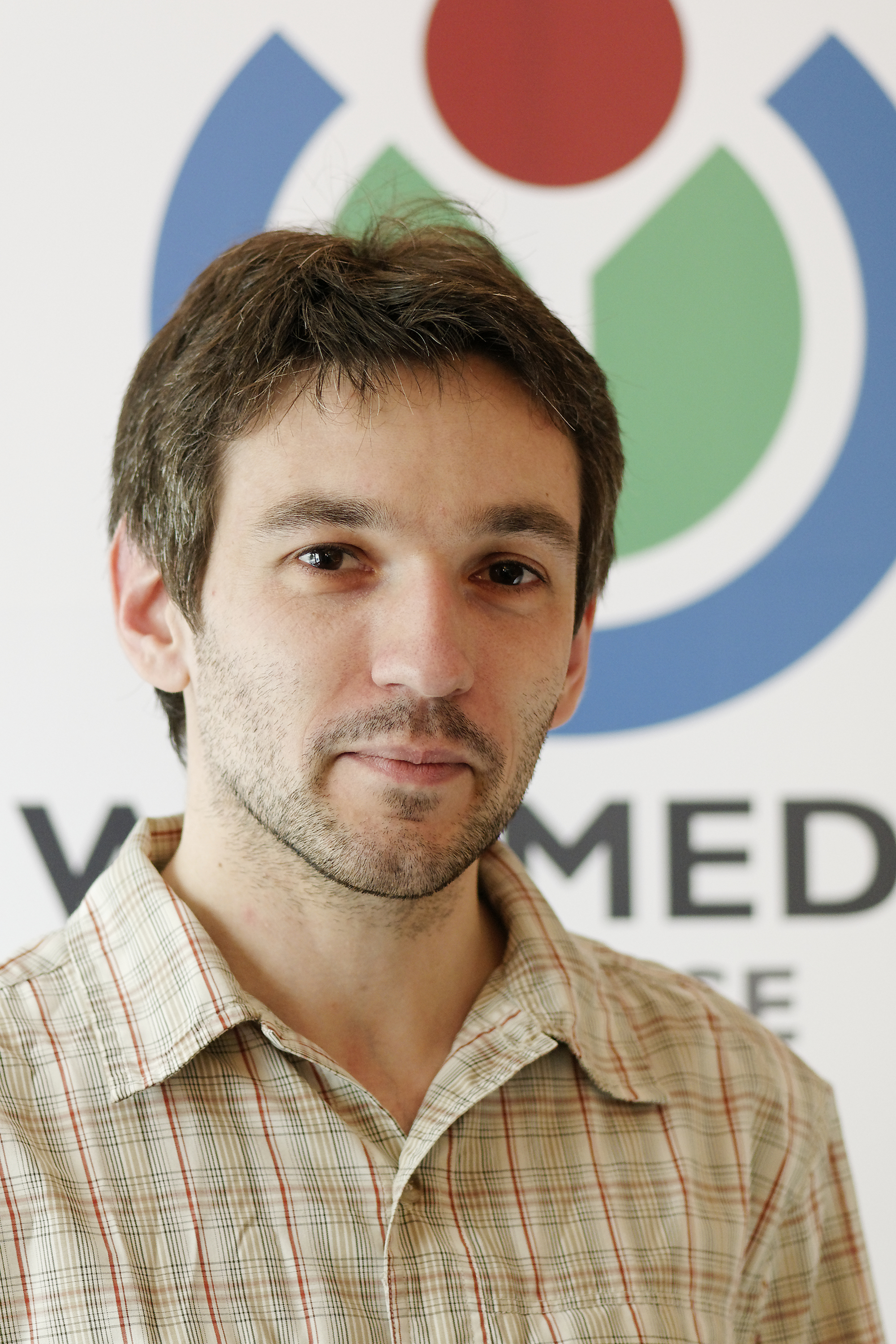
フランスの国内情報機関に記事の削除を命じられたはフランス語版ウィキペディア管理者のレミ・マティス

フランスの治安情報機関である国内治安総局（略称DCRI）は、2013年4月、ピエール・シュール・オート軍事無線局 (fr) のウィキペディア記事を、フランス語版ウィキペディアのボランティア管理者であり、フランスの居住者であるレミ・マティスに削除するよう圧力をかけ、実際に削除を強要した。ウィキメディア財団は、軍事無線局の記事はオンラインで無料で入手できるフランスの地方テレビ局であるTélévisionLoire7が作成した2004年のドキュメンタリーの情報を反映していると主張し、DCRIに記事のどの部分が問題を引き起こしているのかを尋ねた。しかし、DCRIは削除要求の詳細を提供することを拒否し、記事削除の要求を繰り返した。 2013年4月6日、ウィキメディア・フランス地区会は、
と主張した。
結局、この記事はスイスに住んでいた別の利用者によって復元された。この記事は騒動によって、フランス語版ウィキペディアで最も読まれたページになり 、2013年4月6日から7日の週末に12万回以上閲覧され、更には各言語版に次々と翻訳されていった。 フランスの新聞20ミニュッツ、Ars Technicaそしてスラッシュドットは、この騒動はストライサンド効果の実例であると指摘した。フランス内務省はフランス通信社（AFP）に対し、この騒動についてコメントしないと述べた。
AFPの4月8日の記事は、この記事の削除はフランス語版ウィキペディアの記事が「核発射命令の伝達の連鎖に関連する資料」を侵害したことを理由に、「パリ検察庁の反テロリスト部門」が主導する「予備調査の一環として行われた」とした司法筋を引用した。
騒動後、TélévisionLoire7は、ウィキペディアの記事の基となった元の2004年のレポートはフランス軍の全面的な協力を得て撮影および放送されたものの、DCRIがそのレポートの削除を依頼することを予想していると発表した。全国警察連合は、当局がフランス内のインターネットサービスプロバイダにウィキペディアの当該記事へのアクセスをブロックするよう命令することだと主張、提案したが、フランスを拠点とする国境なき記者団は、 DCRIの行動を「悪い前例」として批判した。

## ドイツ
ある裁判では、Wikipedia.de（ウィキメディアドイツが運営するインターネットドメイン）が実際のウィキペディアに接続することを禁じた。裁判所命令は、旧ドイツ民主共和国の諜報機関であるシュタージとの過去の関与に関する主張をめぐって政治家ルッツ・ハイルマンが提起した訴訟の一時的な差し止め命令であった。

## イラン
ペンシルベニア大学グローバルコミュニケーション研究センターが2013年11月に発表したレポートで、研究者のコリン・アンダーソンとニマ・ナゼリは80万のペルシア語版ウィキペディアの記事をスキャンし、イラン政府がその内963ページへのアクセスを封鎖していることを発見した。彼らによると、「検閲官は、反政府意見、少数派の宗教的信念、および州、当局者、警察への批判のあるウィキペディアのページを繰り返し検閲の標的にした。アクセス封鎖されたページの半分弱は伝記であり、当局が拘留または殺害したとされる個人に関するページも含まれている」。アンダーソンによると、ペルシャ語版ウィキペディアは、イランのインターネットの縮図として「制限されているオンラインコンテンツを明らかにするのに便利な場所であり、より優れたインターネットに適用される制限されたキーワードに関するテーマとフィルタリングのルールを特定するための優れたテンプレート」であると述べた。またマッシャブルによると、2014年5月、イラン政府はペルシャ語版ウィキペディアの最低2ページへのアクセスを封鎖した。
2015年、ウィキペディアサイトはHTTPSに移行し、イラン政府はそれを完全にアクセス封鎖するか、全くしないかのどちらかしか選択がなく、結局イラン政府は後者を選び、ウィキペディアへのアクセスが完全に解除された。ウィキメディア・コモンズは2016年前半にアクセスが封鎖されたが、それ以降は封鎖が解除されている。2013年、イラン情報通信技術大臣は、イランのウィキペディアのコピーが作成されると発表した。イラン軍を支持するタスニム通信は、ウィキペディアがスパイ活動を試み、シオニストから資金提供を受けていると非難した。AP通信によると、コロナ禍のウィキペディアへのアクセスはイランのネットワークで中断された。

## ミャンマー
2021年2月21日、軍事クーデターに続いて、ミャンマーは、軍事政権の検閲の一環として、すべての言語でウィキペディアへのアクセスを封鎖した。

## パキスタン
2006年3月31日、パキスタンでは、ムハンマド風刺漫画掲載問題に関する情報が記事に含まれていたため、Wikipedia.orgのドメイン全体が7時間アクセス封鎖された。
英語版ウィキペディアは、2010年5月、 みんなでムハンマドを描く日をめぐる論争の最中に数日間パキスタン内でのアクセスを封鎖された。
2023年2月1日、パキスタン電気通信庁によって「罰当たりなコンテンツ」を削除しなかったことからウィキペディアを48時間制限した。

## ロシア
2010年代初頭以来、ロシア語版ウィキペディアとその編集者は、ロシア政府による全国的なアクセス封鎖やブラックリストの全国的な施行、インターネット検閲、プロパガンダ、および偽情報などの脅威を数多く経験してきた。最近では、ドンバス戦争および2022年現在、ロシアのウクライナ侵攻などがある。 
2013年4月5日、ロシア連邦通信・情報技術・マスコミ分野監督庁（別名ロスコムナゾール、以下監督庁）は、ウィキペディアがブラックリストに長い間登録されたことを認めた。同日、監督庁はロシア語版ウィキペディアに対し「大麻喫煙」という記事を削除するよう命じ、対応しない場合は、ロシア語版ウィキペディア全体へのアクセスを封鎖するとした。2013年11月頃に新しい法律が可決された後、ロシア内でのインターネット検閲はより一般的になり、政府は違法または子供に有害であると見なされるコンテンツへのアクセスを封鎖できるようになった。
2015年8月18日、監督庁は、ロシア語版ウィキペディア管理者に、大麻の一種であるチャラスに関する記事を2015年8月21日までに削除するよう命じた。この記事は、ロシアの地方裁判所によって、麻薬を作るための詳細な説明が含まれていることが判明し、違法であると見なされた。 監督庁は、「ウィキペディアはHTTPSで運行されており、サイトの個々のページに制限することができず、サイト全体へのアクセスが封鎖される」と説明した。差し迫ったアクセス封鎖を控え、NPウィキメディアロシアのディレクターは、科学記事と国連文書を使用して、論争の的となる点を取り除き、秩序を満たすために、記事はすでに迅速かつ適切に書き直されていると主張し、またタイトルを「 ハシシ （ ru：Гашиш ）」という記事に変更して保存しようとした。ウィキペディアの代表者は、アクセスが制限される場合、監督庁に対して検察庁に苦情を申し立て、訴えると述べた。ただ、アクセス封鎖を予想したロシア語版ウィキペディアは、「ウィキペディアがアクセス封鎖された場合の対処法」というタイトルのリソースを公開した。そして同年8月24日、監督庁はロシアのインターネットプロバイダーにウィキペディアへのアクセスを制限するよう指示した。翌日8月25日の夜までに、ロシアのユーザーの約10〜20%はウィキペディアへのアクセスに何らかの問題があった。そして同日、アクセス封鎖されたサイトのレジストリからチャラスの記事が削除され、監督庁は「連邦麻薬流通管理局から、裁判所命令の条件を満たす十分な編集が行われたことを知らされた」と説明した。

### ウクライナ侵攻
2022年2月、ロシアのウクライナ侵攻の最初の週に、ロシアのウィキペディア編集者はプーチン主導のロシア政府による政治的検閲やロシア兵、ウクライナの民間人、子供たちなどの死者に関する記事の荒らしなどの試みがあることを読者に警告した。3月1日、ロシア連邦通信・情報技術・マスコミ分野監督庁は、ロシア語版ウィキペディア上の2022年ロシアのウクライナ侵攻の記事（ロシア語版: Вторжение России на Украину (2022)）をめぐってロシア語版ウィキペディアへのアクセスを封鎖すると脅迫した。監督庁は、この記事には「ロシア連邦のサービス要員と、子供を含むウクライナの民間人の間での多数の死傷者に関する報告」を含む「違法に配布された情報」が含まれていると主張した。
ウィキペディア自体のアクセス封鎖を脅迫することに加えて、同年3月11日、ベラルーシ内務省の組織犯罪・汚職対策組織GUBOPiKは、ロシアのウクライナ侵攻に関するウィキペディアの記事を編集していたマルク・ベルンシュテインの身柄を「反ロシア資料を拡散」することがロシアのフェイクニュース対策法に違反しているとして拘束した。彼は、ロシア語版ウィキペディア上の「2022年ロシアのウクライナ侵攻」の編集を行っていて、前日の3月10日にメッセンジャーアプリ「Telegram」に開設されたチャンネル「Мракоборец」において個人情報を晒されていた。

## サウジアラビア

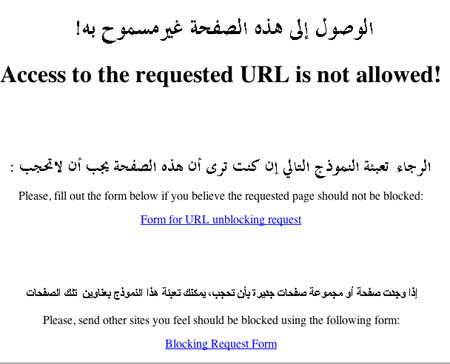
サウジアラビアISPがWebサイトをブロックしている例

2006年7月11日、サウジアラビア政府は、ウィキペディアとGoogle翻訳は性的および政治的にデリケートなコンテンツであると主張し、アクセスを封鎖した。Google翻訳は、もともと封鎖されたサイトのフィルターを翻訳することで封鎖を抜けるために使用されていた。現在ウィキペディアへのアクセスは可能だが、進化論についての記事など、ウィキペディア上の特定のページが2011年にサウジアラビア政府によって検閲されたと報告されている。HTTPSによる暗号化は、これらのページの検閲をより困難にし、今ではウィキペディア上の記事ががまだアクセス封鎖されているという証拠はない。 
また、サウジアラビアのウィキペディア管理者も、寄稿者に関する情報を収集しようとする政府の力にさらされている。 

## シリア
アラビア語版ウィキペディアへのアクセスは、2008年4月30日から2009年2月13日までシリア内でアクセス封鎖されたが、他言語版へのアクセスは可能であった。

## チュニジア
ウィキペディアは、2006年11月23日から27日までチュニジア内でアクセス封鎖された。

## トルコ
2017年4月29日の早朝、監視グループのトルコブロックスは、トルコ全土においてウィキペディア全言語版へのアクセスの遮断を特定した。このアクセス封鎖は、トルコ当局がウィキペディアに「テロを支持し、トルコをテログループにリンクさせる作家によるコンテンツを削除する」ことを要求し、政府が満足のいく応答を受け取らなかった後に発生した。
以前は、トルコ政府はトルコ語版ウィキペディア上の性的および政治的な記事のみ検閲をしていた。トルコのインターネットプロバイダーの一つであるTTNETは、ウィキペディアが壊れていると推測したが、ウィキメディア財団のキャサリン・マーは、事実ではないと主張した。
2019年12月、トルコ憲法裁判所は、2年半に及ぶウィキペディアに対するアクセス封鎖は違憲であるとの判決を下した。そして2020年1月15日、トルコ内でのウィキペディアへのアクセスが回復していることがウィキメディア財団に報告された。

## イギリス
2008年12月、英国を拠点とする非政府組織であるインターネット監視財団(Internet Watch Foundation, IWF)は、アルバムカバーの画像と児童ポルノの違法性を理由に、英語版ウィキペディアのヴァージン・キラーの記事をインターネットブラックリストに追加した。この画像はIWFによって、法的な懸念の最低レベルであると評価されていた「エロティックなポーズをとっているものの性的な行為には全く関わっていない」といったものであった。その結果、多くの主要な英国のISPを使用する人々は、児童ポルノなどのアクセスを封鎖するクリーンフィードシステムによって記事自体を表示できなくなり、英国大部分はウィキペディアの編集ができなくなった。ウィキメディア財団による抗議および一般の苦情も出始め、IWFは3日後に決定を覆し、海外でホストされている同じ画像のコピーへのアクセスを封鎖しないことを確認した。

## ウズベキスタン
2007年と2008年の2回、ウィキペディア全体がウズベキスタンで一時的にアクセス封鎖された。2012年2月下旬のウズベク語版ウィキペディアのアクセス封鎖は、国際的な報道機関の注目を集めた。 ウズベク語版ウィキペディアにアクセスしようとしているウズベキスタンのネットユーザーは、 MSNにリダイレクトされた。しかしウズベク語の記事のみがブロックされたため、ウズベキスタンのユーザーは、他の言語でウィキペディアの記事を簡単に開くことができた。

## ベネズエラ
2019年1月12日の夕方、インターネットの監視をするネットブロックスが、ベネズエラ内でウィキペディアの全判がアクセス封鎖されているという技術的証拠を収集した。封鎖は、国内最大の電気通信プロバイダーであるCANTVによって実施されていた。 ネットブロックスは、電気通信インフラストラクチャに影響を与える主要なネットワークの混乱を特定し、過去24時間のベネズエラ人の通信および情報へのアクセスに影響を与える他の制限と一致していたことを発見した。また、収集されたデータは、多くのローカルサイトが最近制限されたことを示しており、国内での危機がネット検閲の強化体制の根本的な原因である可能性があることを示している。